# Tour de Hokkaido
O Tour de Hokkaido (em japonês: ツール ド 北海道) é uma carreira ciclista profissional por etapas que se disputa na ilha japonesa de Hokkaidō, no mês de setembro.
Começou-se a disputar em 1987 ainda que até à edição de 1999 não começou a ser profissional, primeiro catalogada de categoria 2.5 (última categoria do profissionalismo) até à criação dos Circuitos Continentais UCI em 2005 que começou a fazer parte do UCI Asia Tour, dentro a categoria 2.2 (igualmente última categoria do profissionalismo).

## Palmarés
Em amarelo: edição amador.
| Ano  | Ganhador             | Segundo              | Terceiro                     |
| ---- | -------------------- | -------------------- | ---------------------------- |
| 1987 | Matsuyoshi Takahashi |                      |                              |
| 1988 | Kazuya Hashizume     |                      |                              |
| 1989 | Kazuo Oishi          |                      |                              |
| 1990 | Daisuke Imanaka      |                      |                              |
| 1991 | Daisuke Imanaka      |                      |                              |
| 1992 | Stephen Spratt       |                      |                              |
| 1993 | Daisuke Imanaka      |                      |                              |
| 1994 | Naoshi Ono           |                      |                              |
| 1995 | Andreas Guidotti     | Takayuki Kakigi      | Shuietsuon Tan               |
| 1996 | Eric Wohlberg        | Brian Walton         | Steve Rover                  |
| 1997 | Michele Colleoni     | Riccardo Ferrari     | Mauro Zinetti                |
| 1998 | Hideto Yukinari      | Michael McNena       | Shinichi Fukushima           |
| 1999 | Ken Hashikawa        | Yoshiyuki Abe        | Kazayuki Manabe              |
| 2000 | Eric Wohlberg        | Ken Hashikawa        | Yunichi Shibuya              |
| 2001 | David McCann         | Tomoya Kano          | Paul Griffin                 |
| 2002 | Simone Mori          | Tomoya Kano          | Kazuya Okazaki               |
| 2003 | Satoshi Hirose       | Tomoya Kano          | Mitsuteru Tanaka             |
| 2004 | Kam Po Wong          | Giuseppe Ribolzi     | Eddy Hilger                  |
| 2005 | Eddy Ratti           | Kazuya Okazaki       | Miyataka Shimizu             |
| 2006 | Taiji Nishitani      | Shinri Suzuki        | Daniel McConnell             |
| 2007 | Henri Werner         | Darren Lapthorne     | Yukiya Arashiro              |
| 2008 | Takashi Miyazawa     | Joost Van Leijen     | Emmanuel Van Ruitenbeek      |
| 2009 | Takashi Miyazawa     | Shinri Suzuki        | Kazuhiro Mori                |
| 2010 | Miyataka Shimizu     | Junya Sano           | Jong Gyun Choi               |
| 2011 | Miguel Ángel Rubiano | Gyung Gu Jang        | Simone Campagnaro            |
| 2012 | Maximiliano Richeze  | Ryōta Nishizono      | Kazushige Kuboki             |
| 2013 | Thomas Lebas         | Damien Monier        | Joshua Prete                 |
| 2014 | Joshua Prete         | Alessandro Malaguti  | Kohei Uchima                 |
| 2015 | Riccardo Stacchiotti | Daniele Colli        | Salvador Guardiola           |
| 2016 | Nariyuki Masuda      | Pierpaolo De Negri   | Ricardo García Ambroa        |
| 2017 | Marcos García        | Ryōta Nishizono      | José Vicente Toribio         |
| 2018 | edição não realizada | edição não realizada | edição não realizada         |
| 2019 | Filippo Zaccanti     | Sam Crome            | Nur Amirul Fakhruddin Mazuki |

## Palmarés por países
| País      | Vitórias |
| --------- | -------- |
| Japão     | 15       |
| Itália    | 5        |
| Canadá    | 2        |
| Irlanda   | 2        |
| Hong Kong | 1        |
| Alemanha  | 1        |
| Colômbia  | 1        |
| Argentina | 1        |
| Austrália | 1        |
| Espanha   | 1        |